# Udeterus elegans
Udeterus elegans är en skalbaggsart som beskrevs av Waterhouse 1880. Udeterus elegans ingår i släktet Udeterus och familjen långhorningar. Inga underarter finns listade i Catalogue of Life.